# Ždinja vas
Ždinja vas – wieś w Słowenii, w gminie miejskiej Novo mesto. W 2018 roku liczyła 259 mieszkańców. 